# Bryant Gumbel
Bryant Gumbel (né le 29 septembre 1948) est un journaliste et commentateur sportif américain.
Il a co-présenté l'émission Today sur NBC pendant 15 ans.
Il a présenté le magazine Real Sports with Bryant Gumbel sur HBO qui a reçu un Peabody Award en 2012.